# فرودگاه بین‌المللی آلبانی
فرودگاه بین‌المللی آلبانی (ابهام‌زدایی) (به انگلیسی: Albany International Airport) یک فرودگاه همگانی بهره‌برداری هوایی با کد یاتا ALB است که یک باند فرود آسفالت دارد و طول باند آن ۲۵۹۱ متر است. این فرودگاه در شهر آلبانی، نیویورک کشور ایالات متحده آمریکا قرار دارد و در ارتفاع ۸۷ متری از سطح دریا واقع شده‌است.

## شرکت‌های هواپیمایی و مقصدهای پروازی

### مسافری
| شرکت‌های هواپیمایی | مقصدهای پروازی                                                                                                 |
| ----------------- | --- |
| امریکن ایرلاینز   | شارلوت داگلاس                                                                                                  |
| امریکن ایگل       | شارلوت داگلاس، اوهر شیکاگو، فیلادلفیا، ملی رونالد ریگان واشینگتن                                               |
| بوتیک ایر         | ماسنا |
| کیپ ایر           | لوگان، اوگدنزبرگ                                                                                               |
| دلتا ایرلاینز     | هارتسفیلد-جکسون آتلانتا، متروپولیتن شهرستان وین دیترویت فصلی: مینیاپولیس−سنت پل                                |
| دلتا کانکشن       | متروپولیتن شهرستان وین دیترویت فصلی: مینیاپولیس−سنت پل                                                         |
| جت‌بلو             | فورت لادردیل–هالیوود، اورلاندو                                                                                 |
| OneJet            | پیتسبورگ |
| ساوت‌وست ایرلاینز  | ثرگود مارشال بالتیمور واشینگتن، میدوی شیکاگو، دنور، فورت لادردیل–هالیوود، اورلاندو، تمپا فصلی: ساوثوست فلوریدا |
| یونایتد ایرلاینز  | اوهر شیکاگو |
| یونایتد اکسپرس    | اوهر شیکاگو، لیبرتی نیوآرک، دالس واشینگتن                                                                      |

### باری
| شرکت‌های هواپیمایی                     | مقصدهای پروازی                                               |
| ------------------------------------- | ------------------------------------------------------------ |
| دی‌اچ‌ال اجرا توسط Ameriflight          | سینسیناتی/کنتاکی شمالی، ویلکز بار - اسکرانتون                |
| دی‌اچ‌ال اجرا توسط Suburban Air Freight | سینسیناتی/کنتاکی شمالی                                       |
| فدکس اکسپرس                           | ممفیس                                                        |
| فدکس اکسپرس اجرا توسط Wiggins Airways | لیبرتی نیوآرک، پلتسبورگ، منطقه‌ای روتلند ساوترن ورمانت        |
| یوپی‌اس ایرلاینز                       | بردلی، فیلادلفیا، سیراکیوز هنکاک فصلی: لوئیویل، تی. اف. گرین |